# Amalia Paoli

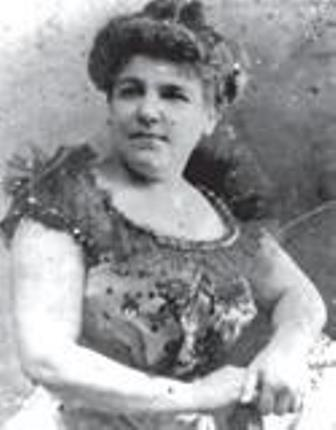
Amalia Paoli (1898 oder früher)

Amalia Paoli y Marcano (* 1861 in Ponce; † 30. August 1942 in Ponce) war eine puerto-ricanische Opernsängerin (Mezzosopran).

## Leben
Amalia Paoli debütierte 1880 im Teatro La Perla in Ponce in Emilio Arrietas Oper Marina. Mitte der 1880er Jahre ging sie mit ihren Geschwistern, darunter ihrem Bruder Antonio Paoli, nach Madrid. Dort wurde sie 1890 am Teatro Real als Partnerin von Julián Gayarre als Margherita in Arrigo Boitos Mefistofele angekündigt. Der plötzliche Tod Gayarres verhinderte die Aufführung, und Paoli debütierte erst im Folgejahr am Teatro Real in der Titelrolle von Giuseppe Verdis Aida.
Drei Jahre später ging sie nach Italien, wo sie u. a. in Rom, Mailand, Venedig, Florenz und Bologna auftrat. Zu ihrem Repertoire zählten neben der Margherita und Aida Santuzza in Pietro Mascagnis Cavalleria rusticana, Valentina in Les Huguenots von Giacomo Meyerbeer und die Carmen in Georges Bizets Oper. An der Mailänders Scala debütierte sie al Leonora in Gaetano Donizettis La favorite. Ihre wichtigste Rolle aber war die der Elsa in Richard Wagners Lohengrin, die sie auch bei einem gemeinsamen Auftritt mit ihrem Bruder Antonio in Rom sang.
1922 beendete sie ihre aktive Laufbahn als Sängerin und kehrte nach Puerto Rico zurück. Dort gründete sie die Academia Paoli in Santurce, an der sie selbst und später auch ihr Bruder unterrichtete. 1929 wirkte sie nochmals an einer Musikkomödie am Tapia-Theater in San Juan mit. Ihre letzten Lebensjahre lebte sie in finanzieller Bedrängnis von einer Pension der puerto-ricanischen Regierung.